# Basilio I di Bulgaria
Basilio I di Bulgaria (in bulgaro Василий I Български?) (fl. XII-XIII secolo) fu patriarca della chiesa ortodossa bulgara dal 1186 al 1232, il primo dopo la secessione della Bulgaria settentrionale come stato indipendente dall'Impero bizantino e la conseguente reinstaurazione del patriarcato di Tarnovo.
In patria era noto come patriarca bulgaro, titolo che mantenne anche dopo la conclusione dell'accordo tra papa Innocenzo III e il re bulgaro Kalojan nel 1204, nonostante questo prevedesse per lui il titolo di arcivescovo e primate, di rango equivalente a quello di esarca.

## Biografia
Ivan Asen I e Pietro IV fondarono nel 1186 il nuovo arcivescovado bulgaro con sede nell'allora capitale Tarnovo, nelle terre tra il Danubio e i Balcani liberate dal dominio bizantino. Lì, in occasione della consacrazione della chiesa di San Demetrio di Tessalonica, tre metropoliti (quello di Vidin e altri due romani) unsero e ordinarono canonicamente Basilio I come nuovo arcivescovo bulgaro e lo dichiararono capo della chiesa bulgara indipendente nelle terre liberate.
Dopo la morte di Ivan Asen I e Pietro IV (nel 1196 e 1197), il loro fratello minore Kalojan, per confermare il prestigio internazionale della Bulgaria, si appellò a papa Innocenzo III affinché riconoscesse la sua dignità reale ed elevasse l'arcivescovo di Tarnovo al rango di patriarca. Raggiunto l'accordo, la chiesa bulgara adottò il rito cattolico orientale e il 7 novembre 1204 il legato pontificio unse Basilio I con mirra e dichiarandolo primate, ma secondo un'antica tradizione preslava Basilio I continuò ad essere chiamato patriarca di tutta la Bulgaria.
Dopo il deterioramento dei rapporti con l'Impero latino di Costantinopoli nel 1231, Ivan Asen II si rivolse al patriarca di Costantinopoli Germano II proponendo la ripresa delle relazioni interecclesiali tra la Chiesa bulgara e quella orientale, spingendo per il ritorno della Chiesa bulgara all'ortodossia. Ivan Asen II destituì così Basilio I, nonostante questi avesse già sostanzialmente rinunciato al suo vescovato e si fosse ritirato sul Monte Athos. Basilio sostenne la transizione all’ortodossia, come riportato in una lettera del metropolita Cristoforo, esarca del patriarcato ecumenico per le terre bizantine occidentali, ad Ivan Asen II; Cristoforo aveva incontrato Basilio sul Monte Athos quanto quest'ultimo era ancora formalmente a capo dell'arcidiocesi bulgara di Tarnovo, ma non molto tempo dopo Basilio si dimise volontariamente dall'incarico e così, con le sue dimissioni, si concretizzò la possibilità di ripristinare la comunione canonica delle due Chiese e di elevare l'arcivescovado bulgaro al rango di patriarcato, cosa che avvenne nel 1235.